# Aisan Racing Team/2013
Deze pagina geeft een overzicht van de Aisan Racing Team-wielerploeg in 2013.

## Algemeen
Ploegleider(s): Takumi Beppu, Kenji Nakane
Fietsen: Specialized

## Renners
| Naam                 | Geboortedatum | Nationaliteit | Ploeg 2012          |
| -------------------- | ------------- | ------------- | ------------------- |
| Takeaki Ayabe        | 05-09-1980    | Japan         |                     |
| Shimpei Fukuda       | 22-11-1987    | Japan         |                     |
| Yoshimitsu Hiratsuka | 13-11-1988    | Japan         | Shimano Racing Team |
| Masakazu Ito         | 12-06-1988    | Japan         |                     |
| Nozomu Kimori        | 01-02-1989    | Japan         |                     |
| Reo Mashima          | 26-02-1986    | Japan         |                     |
| Kazuhiro Mori        | 17-09-1982    | Japan         |                     |
| Yasuharu Nakajima    | 27-12-1984    | Japan         |                     |
| Taiji Nishitani      | 01-02-1981    | Japan         |                     |

## Overwinningen
Ronde van Japan
1e etappe (ITT): Taiji Nishitani
6e etappe: Taiji Nishitani
Ronde van Ijen
3e etappe: Shimpei Fukuda
2006 · 2007 · 2008 · 2009 · 2010 · 2011 · 2012 · 2013 · 2014 · 2015 · 2016